# المعصرة بحري
قرية المعصرة بحري هي إحدى القرى التابعة لمركز ملوى بمحافظة المنيا في جمهورية مصر العربية. حسب إحصاءات سنة 2006، بلغ إجمالي السكان في المعصرة بحري 16963 نسمة، منهم 8827 رجلا و8136 امرأة.